# Relaciones Estados Unidos-Mauricio
Las relaciones Estados Unidos-Mauricio son las relaciones diplomáticas entre Estados Unidos y Mauricio.
La representación oficial de los Estados Unidos en Mauricio data de finales del siglo XVIII. Se estableció un consulado estadounidense en 1794 y se cerró en 1911. Se reabrió en 1967 y se elevó al estado de [embajada] tras la independencia de Mauricio en 1968. Desde 1970, la misión ha sido dirigida por un residente de EE. UU. embajador. Hay una Embajada de los Estados Unidos en Port Louis, Mauricio.
Relaciones entre los Estados Unidos  (enlace roto disponible en Internet Archive; véase el historial, la primera versión y la última). y Mauricio son cordiales y en gran parte giran en torno al comercio. Estados Unidos es el tercer mercado más grande de Mauricio, pero ocupa el 12.º lugar en cuanto a exportaciones a Mauricio. Las principales importaciones desde los Estados Unidos incluyen partes de aviones (para Air Mauritius), máquinas automáticas de procesamiento de datos, diamantes, joyería, aparatos de transmisión de radio / TV, telecomunicaciones equipo, maquinaria y equipo agrícola / de construcción / industrial, casino máquinas tragamonedas, motores fuera de borda, libros y enciclopedias, y productos químicos industriales.
Las exportaciones de Mauricio a los Estados Unidos incluyen prendas, azúcar, diamantes no industriales, artículos de joyería, animales vivos, gafas de sol, ron y flores cortadas. Los productos de Mauricio que cumplen con las normas de origen son elegibles para la entrada libre de aranceles y cuotas en el mercado de los EE. UU. conforme a la Ley de Crecimiento y Oportunidad de África. En septiembre de 2006, los gobiernos de Mauricio y los Estados Unidos firmaron un Acuerdo Marco de Comercio e Inversión para eliminar los impedimentos y mejorar las relaciones comerciales y de inversión entre los dos países.
Más de 200 empresas estadounidenses están representadas en Mauricio. Alrededor de 30 tienen oficinas en Mauricio, que atienden el mercado nacional y / o regional, principalmente en tecnología de la información (IT), textil, comida rápida, mensajería urgente y [[servicios financieros]. servicios]] sectores. Las subsidiarias más grandes de los Estados Unidos son  Caltex Oil Mauritius y  Esso Mauritius. Las marcas estadounidenses se venden ampliamente. Varias franquicias de los Estados Unidos, en particular Kentucky Fried Chicken, Pizza Hut, y McDonald's han estado operando durante varios años en Mauricio.
TLos Estados Unidos financia un pequeño programa de asistencia militar. La embajada también gestiona. autoayuda especial fondos para grupos comunitarios y organizaciones no gubernamentales y un fondo de democracia y derechos humanos.
En 2002, Mauricio recordó a su Embajador ante las Naciones Unidas por no expresar la postura de su gobierno en el debate del Consejo de Seguridad sobre cómo desarmar a Irak.
Los principales funcionarios de la Embajada de los Estados Unidos incluyen:

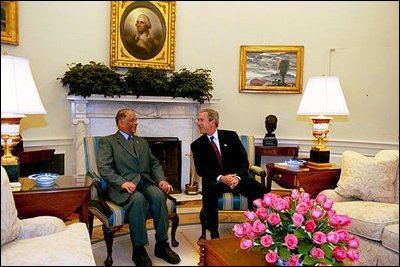
George W. Bush y el Primer Ministro de Mauricio Anerood Jugnauth. Oficina Oval, 26 de junio de 2003.

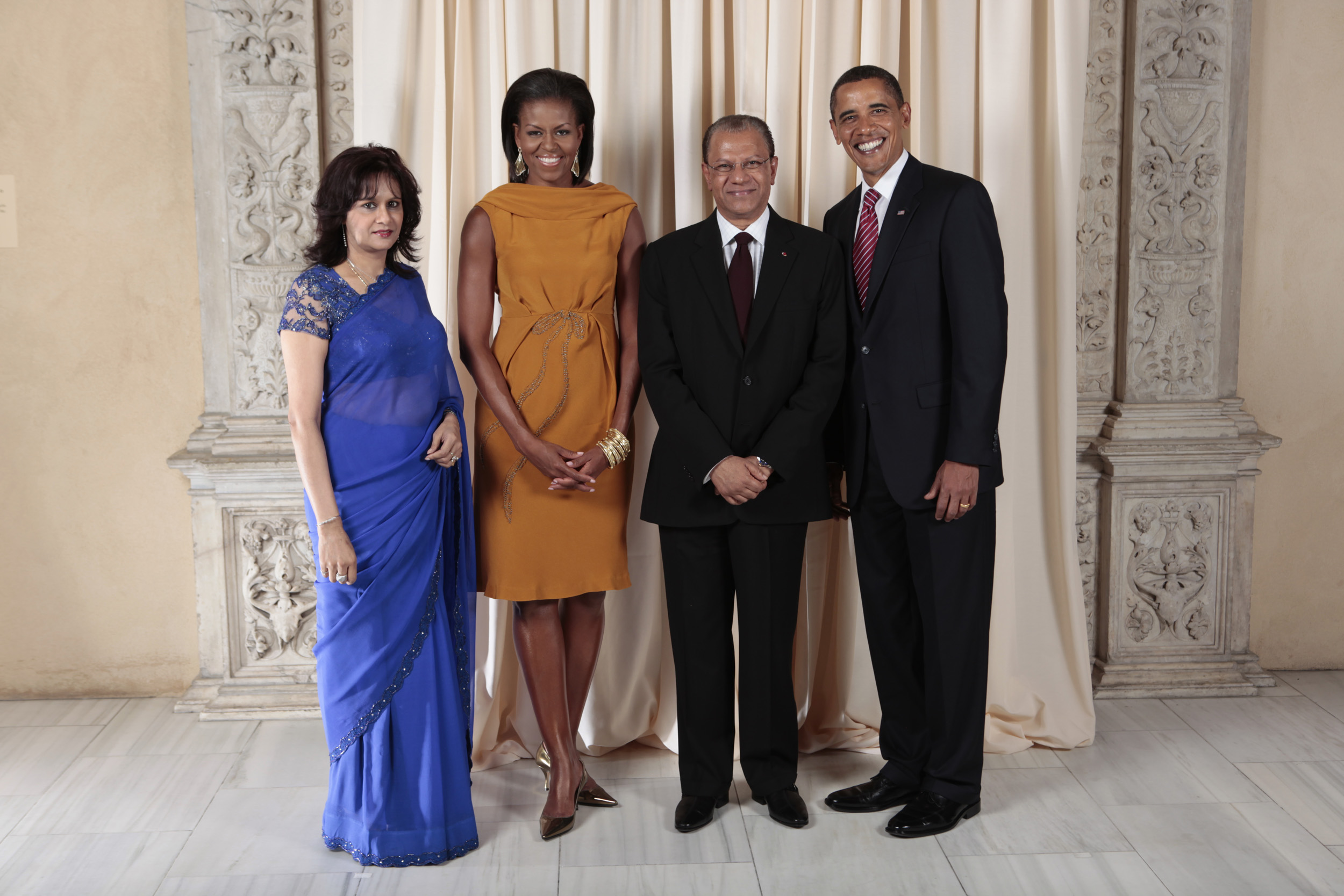
El primer ministro de Mauricio Dr. Navin Ramgoolam y su esposa Veena Ramgoolam con el presidente de los Estados Unidos Barack Obama y la primera dama Michelle Obama.

- Embajador--David Dale Reimer